# Route départementale 8 (Ardennes)
Pour les articles homonymes, voir Route départementale 8.
La route départementale 8, abrégée en D8, est une route départementale des Ardennes qui relie Raillimont à Tannay-le-Mont-Dieu, en passant par Chaumont-Porcien, Novion-Porcien et Saulces-Monclin.
Son point de départ est situé à l'intersection avec la D978 en provenance de Rozoy-sur-Serre dans la commune de Raillimont du département voisin de l'Aisne, dans lequel elle parcourt 100 mètres. Elle se termine à l'intersection avec la D977 dans le village de Tannay-le-Mont-Dieu, après avoir traversé la quasi-totalité du département d'ouest en est.

## Tracé
- frontière avec le département de l'Aisne
- Vaux-lès-Rubigny
- Rubigny
- Wadimont, commune de Chaumont-Porcien
- Chaumont-Porcien, interruption de la D8, tronc commun avec la D2
- Givron, reprise de la D8
- Bégny, commune de Doumely-Bégny
- Wasigny
- Mesmont
- Novion-Porcien, tronc commun avec la D985
- Machéroménil, commune de Corny-Machéroménil
- Saulces-Monclin
- Saulces-Monclin, écart de La Gare
- Vaux-Montreuil
- Chesnois-Auboncourt
- Auboncourt, commune de Chesnois-Auboncourt
- Wignicourt
- interruption de la D8 à Wignicourt, tronc commun avec la D987
- reprise de la D8 à Saint-Loup-Terrier
- Saint-Loup-Terrier
- Guincourt
- Tourteron, tronc commun avec la D30
- La Sabotterie
- Marquigny
- Louvergny, commune de Bairon et ses environs
- Sauville
- Tannay-le-Mont-Dieu